# Joop Middelink

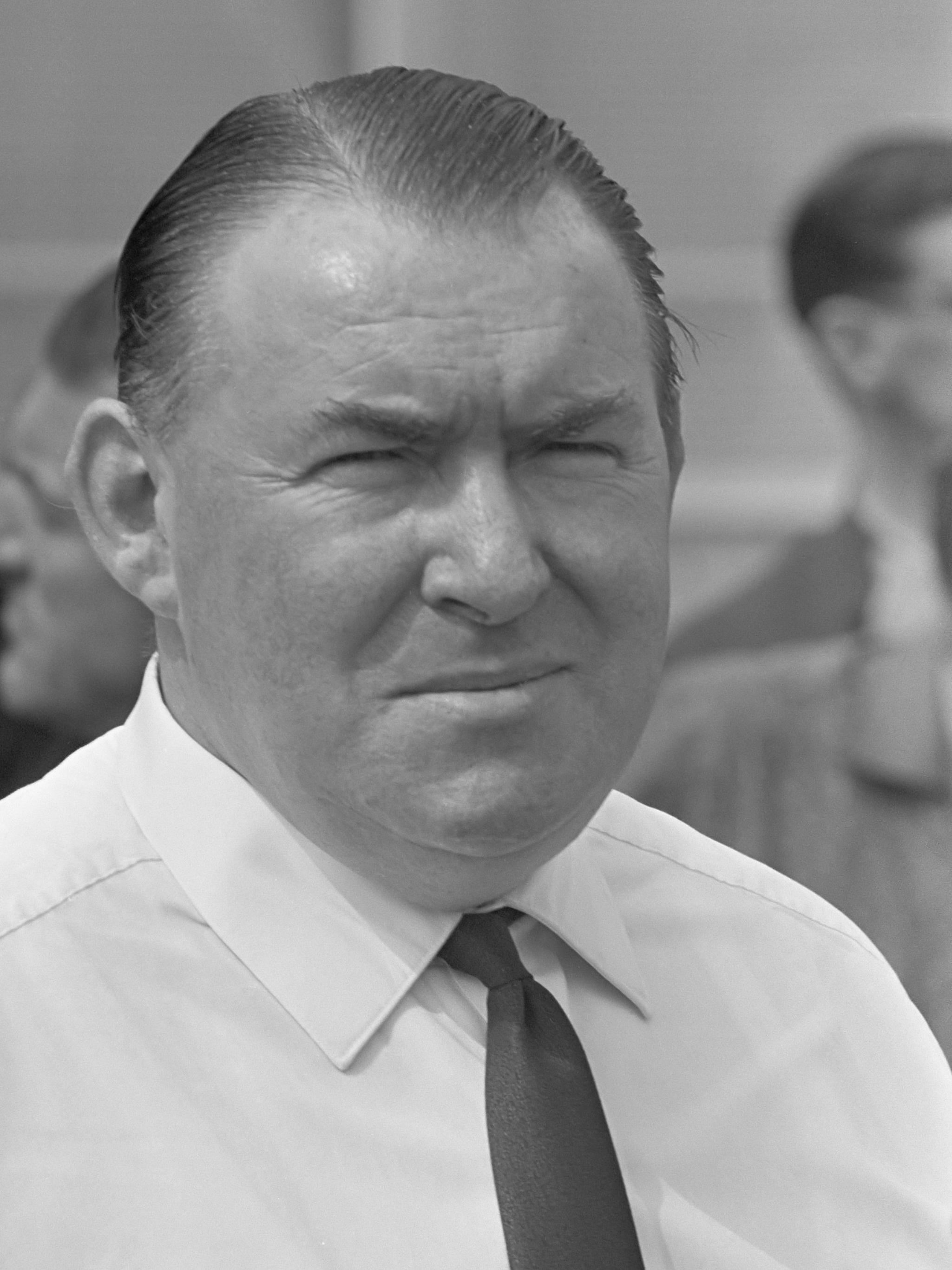
Joop Middelink (1965)

Joop Middelink (Amsterdam, 21 juli 1921 – Amsterdam, 3 november 1986) was een Nederlands wielrenner en wielercoach. 

## Biografie

### Wielercarrière
Hij was in de periode direct vóór de Tweede Wereldoorlog amateurwielrenner. Aangezien in de oorlog het wielrennen op een laag pitje stond, kwam van zijn wielercarrière niet veel terecht. Maar direct na de bevrijding werd de organisatie van allerlei wielerwedstrijden weer nieuw leven ingeblazen. Een van de nieuwe koersen was de Ronde van Noord-Holland en Middelink stond in 1946 aan de start van de eerste editie. 
Middelink was een vindingrijk man en was voortdurend aan het experimenteren met zijn fiets. In die tijd waren versnellingsapparaten nog niet toegestaan en daarom kwam hij op het idee om een pignon aan weerszijden van zijn achterwiel te monteren, zoals reeds gebruikelijk was in de vooroorlogse edities van de Tour de France. Aangezien het winderige parcours in de Ronde van Noord-Holland van Zaandam naar Alkmaar en terug liep stapte hij in Alkmaar af en draaide hij zijn wiel om waardoor hij met de wind in de rug een veel groter verzet kon trappen. Hij werd glorieus winnaar. Dit was meteen zijn enige wapenfeit als wielrenner.

### Wielercoach
Hij werd technicus in de bandenhandel en ontwikkelde een patent voor het vulkaniseren van rubber banden dat hij verkocht aan de bandenfabriek Radium in Maastricht. Hij trad vervolgens in dienst bij dit bedrijf. 
In zijn vrije tijd ging hij bij wielerwedstrijden renners van zijn club ASC Olympia begeleiden. Later werd hij de initiator van de wielerwedstrijd Olympia’s Tour. Ondertussen was hij in dienst getreden bij Vredestein Banden fabriek en in 1961 werd hij door de KNWU aangesteld als bondscoach van de wegrenners. De jaren zestig en zeventig leverden, mede door zijn vakmanschap als coach, een aantal topcoureurs op die het tot de wereldtop zouden brengen. Een van de meest aansprekende resultaten was de gouden medaille van de Nederlandse ploeg bestaande uit Gerben Karstens, Eef Dolman, Jan Pieterse en Bart Zoet op de 100 km ploegentijdrit bij de  Olympische Spelen in Tokio. 
Op de Olympische Spelen van 1968 in Mexico-Stad zou Middelink opnieuw succesvol zijn op de 100 km ploegentijdrit. Nu zouden amateurwielrenners Fedor den Hertog, Jan Krekels, René Pijnen en Joop Zoetemelk de gouden medaille in de wacht slepen. 
Vier jaar later op de Spelen van 1972 in München zouden Hennie Kuiper, Cees Priem, Fedor den Hertog en Aad van den Hoek een bronzen medaille winnen op de 100 km ploegentijdrit, maar dit kwartet werd gediskwalificeerd wegens dopinggebruik van Van den Hoek. Wel was er een gouden medaille voor Hennie Kuiper op de individuele wegwedstrijd. 
In 1966 zou Eef Dolman onder zijn hoede de wereldtitel op de weg bij de amateurs behalen en in 1975 zou André Gevers dit nogmaals lukken.  